# Constantin Ciucă
Constantin Ciucă (n. 20 septembrie 1941, Vânători, Mehedinți, România) este un boxer român, multiplu medaliat la Campionatele Europene⁠(d). A participat la Jocurile Olimpice de vară din 1964 și la Jocurile Olimpice de vară din 1968.

## Carieră
A concurat la categoria muscă (până la 51 kg). A câștigat medalia de bronz la Campionatele Europene din 1963⁠(d) de la Moscova, unde a fost învins în semifinală de viitorul campion, sovieticul Viktor Bîstrov⁠(d). A participat la Jocurile Olimpice din 1964 de la Tokyo, unde, după ce a câștigat două meciuri, a ajuns în sferturile de finală, unde a fost învins de polonezul Artur Olech. La Campionatele Europene din 1965⁠(d) de la Berlin a câștigat din nou medalia de bronz, fiind învins în semifinală de polonezul Hubert Skrzypczak⁠(d).
La următoarele Campionate Europene din 1967⁠(d), de la Roma, Ciucă a obținut medalia de argint după ce a câștigat trei meciuri și a pierdut în finală în fața lui Hubert Skrzypczak. A câștigat Campionatul Armatelor Prietene de la București din 1967. La Jocurile Olimpice din 1968 din Mexic, l-a învins în primul meci pe marocanul Boujemaa Hilmann⁠(d), dar a fost eliminat în cel de-al doilea meci, în urma unei alte înfrângeri suferite în fața lui Artur Olech. În cele din urmă, la ultimul său eveniment internațional major, Ciucă a obținut cel mai mare succes al său. A câștigat medalia de aur la Campionatele Europene din 1969, care au avut loc la București, după ce i-a învins, printre alții, pe polonezul Artur Olech în semifinală și pe sovieticul Nikolai Novikov⁠(d) în finală.
Ciucă a fost campion al României la categoria muscă în 1962, 1964, 1965, 1966, 1968 și 1969 și vicecampion în 1971, după ce a fost înfrânt în finală de Constantin Gruescu.

## Distincții
- Medalia „Meritul Sportiv” clasa I (25 octombrie 1966) „pentru rezultatele deosebite obținute în competițiile sportive internaționale, precum și pentru contribuția valoroasă adusă la dezvoltarea culturii fizice și sportului în țara noastră”[15]

## Galerie

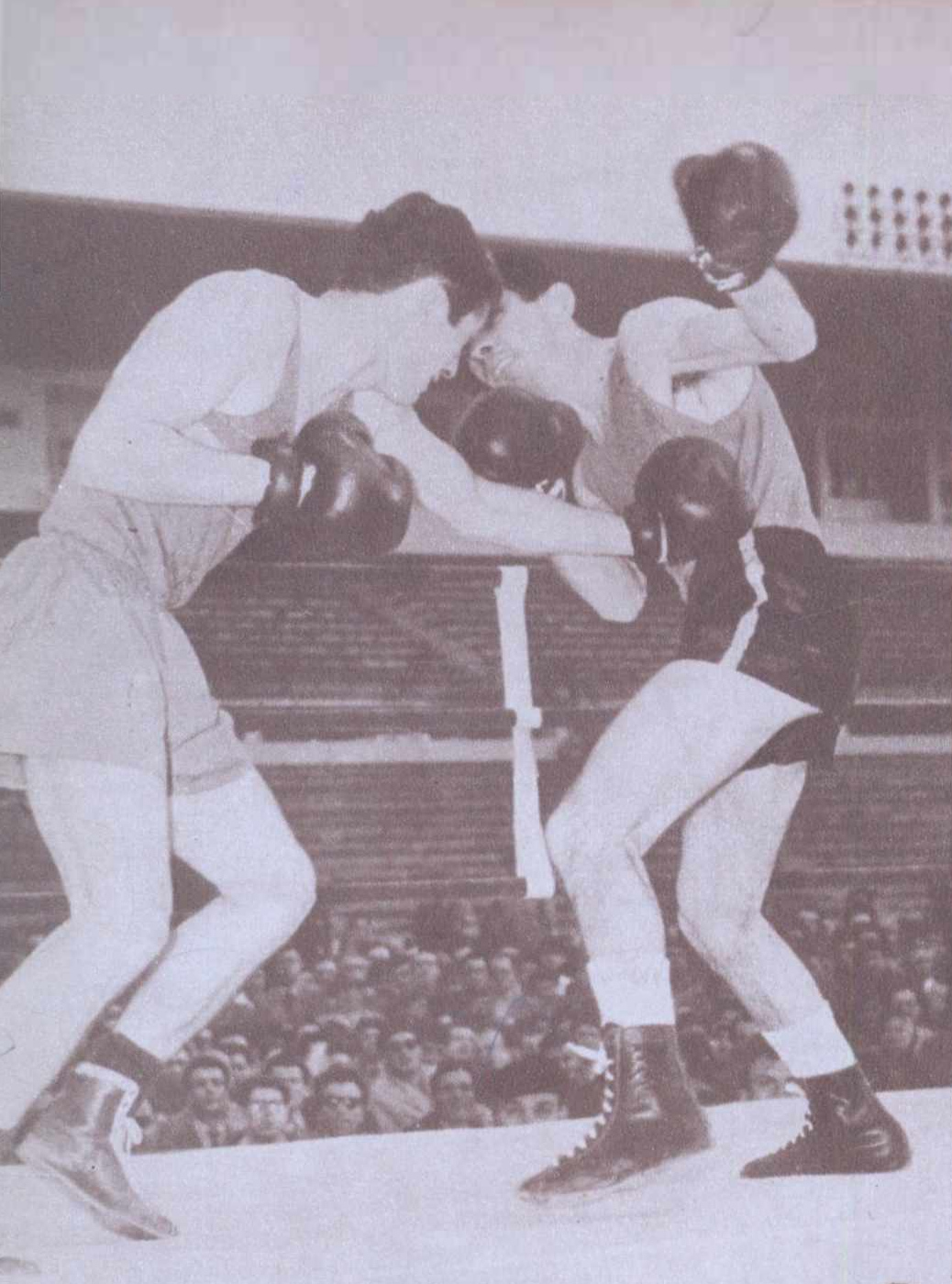
Meciul România—Italia pe Stadionul Republicii, încheiat cu scorul 5–5. Constantin Ciucă și Paolo Vacca
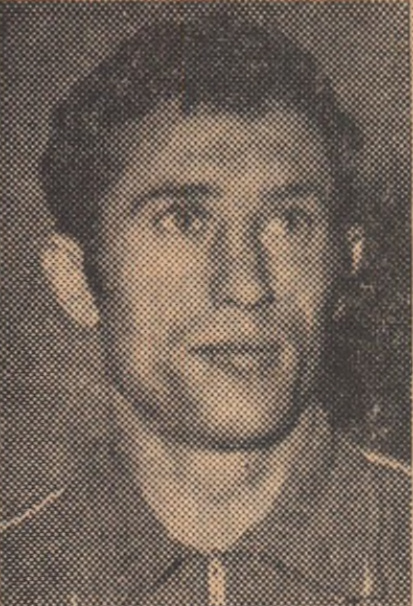
Campionatele Europene de Box din 1969. Constantin Ciucă‎ (România)
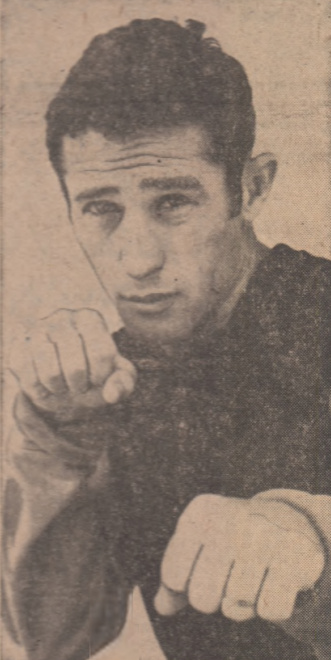
Campionatele Europene de Box din 1969. Constantin Ciucă‎ (România)
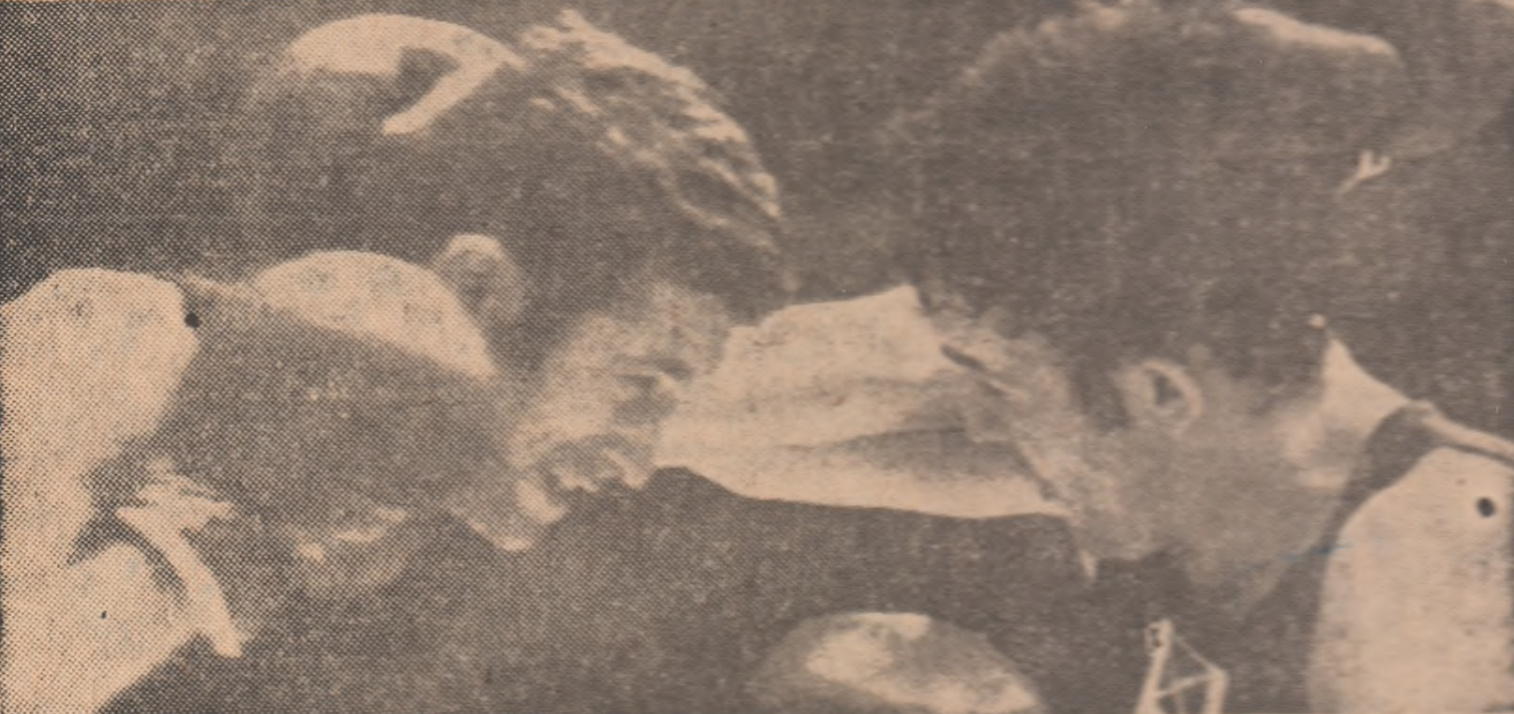
Campionatele Europene de Box din 1969. Constantin Ciucă (România) și Alex McHugh (Scoția)
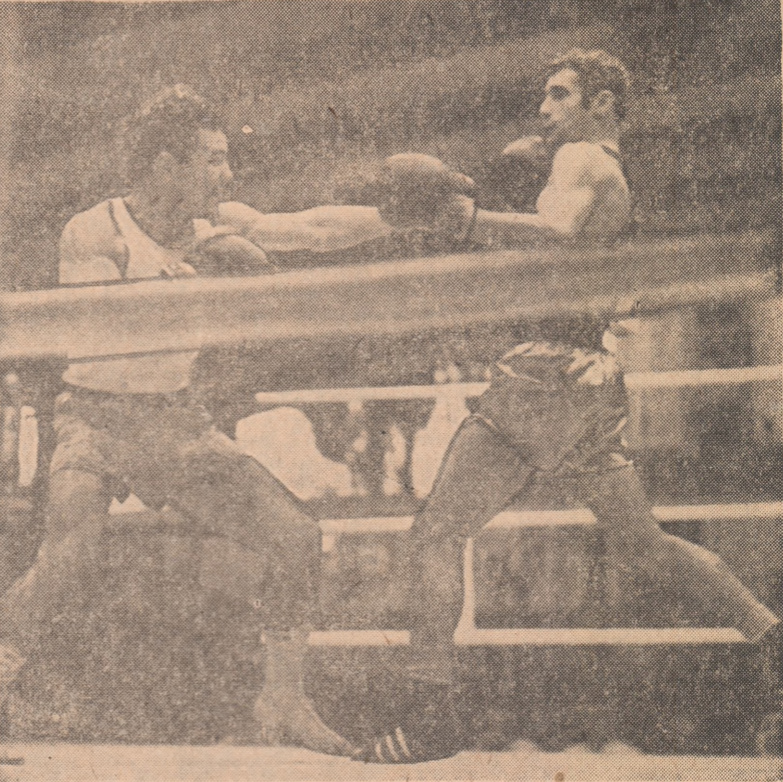
Campionatele Europene de Box din 1969. Artur Olech (Polonia) și Constantin Ciucă (România)
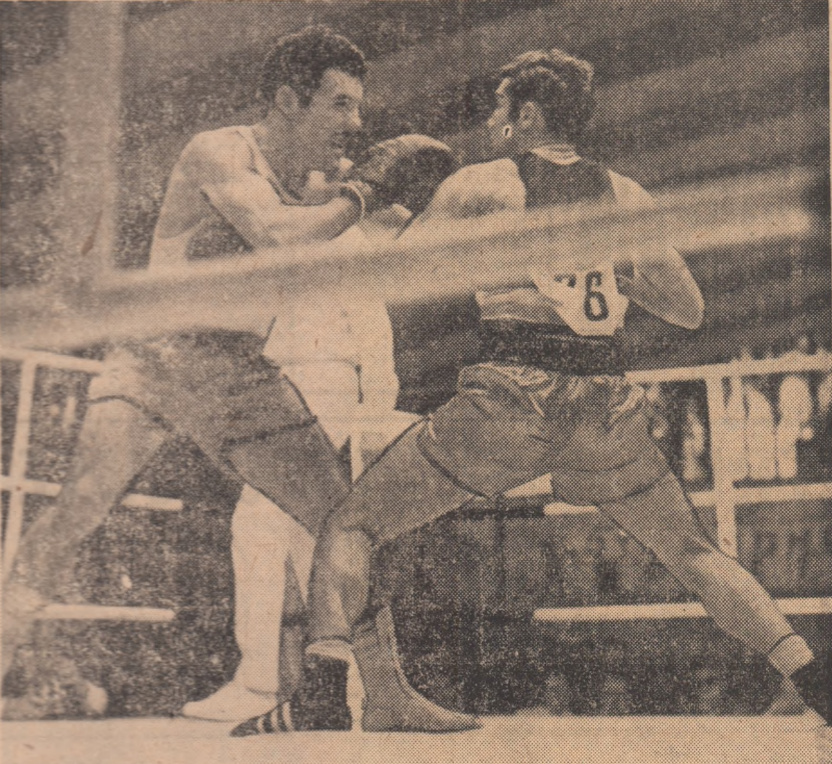
Campionatele Europene de Box din 1969. Constantin Ciucă (România) și Nikolai Novikov (URSS)